# Mike Taylor (trener koszykarski)
Mike Taylor, właśc. Michael Richard Taylor (ur. 29 sierpnia 1972 w Williamsport) – amerykański trener koszykówki. 
Od 29 stycznia 2014 do 27 września 2021 roku był selekcjonerem seniorskiej reprezentacji Polski.

## Kariera trenerska

### Klubowa
Pierwsze kroki jako trener stawiał głównie na uczelniach Indiana University of Pensylvania oraz Pittsburg State Universite, gdzie był asystentem głównego trenera. Pierwszym klubem, który poprowadził samodzielnie był w sezonie 2001/2002 niemiecki II ligowy klub BV Chemnitz 99. Później Mike Taylor pracował w Essex Leopards do końca 2003 roku, właśnie wtedy objął drużynę Ratiopharm Ulm, z którą w 2006 roku awansował do Bundesligi i pracował tam do końca sezonu 2010/2011. Największy sukces Taylora w Bundeslidze to piąte miejsce w fazie zasadniczej i awans do play-off z sezonu 2008/2009. Po odejściu z Ulm, Taylora zatrudniono w NBDL jako asystenta w Rio Grande Valley Vipers.
W latach 2012–2014 Mike Taylor był pierwszym trenerem Maine Red Claws, drużyny z NBDL. Największy sukces jaki osiągnął to pierwszy w historii awans Maine Red Claws do fazy play-off. Na lato 2013 Taylor pomagał w przedsezonowych przygotowaniach Boston Celtics. W maju 2018 roku został trenerem niemieckiej drużyny Hamburg Towers (2. Basketball-Bundesliga ProA), z którą awansował w 2019 roku do Bundesligi. Drużyna z Hamburga nie przedłużyła umowy z trenerem na sezon 2020/2021. W 2022 był trenerem Vancouver Bandits. Od 2022 jest trenerem Winnipeg Sea Bears.

### Reprezentacyjna
Od 2010 do 2013 roku Mike Taylor był asystentem trenera reprezentacji Czech Pavla Budinskiego. Z kadrą Czech pojechał na Eurobasket 2013 odbywający się w Słowenii. Od 29 stycznia 2014 pełni funkcję selekcjonera męskiej reprezentacji Polski. W tej roli oficjalnie zadebiutował przegranym meczem z Czechami (65:70). W pierwszym roku swojej pracy z kadrą wywalczył awans do Mistrzostw Europy 2015. W 2019 wprowadził biało-czerwonych do mistrzostw świata, gdzie dotarł do ćwierćfinału i zajął 8 miejsce. Został zwolniony 27 września 2021.